# KDevelop
KDevelop（ケーデベロップ）は、Linuxや他のUnix系オペレーティングシステムにおけるな統合開発環境 (IDE) の一種である。KDevelopは自由ソフトウェアであり、GPL（ General Public License ）で提供されている。
KDevelopにはコンパイラは含まれていない。代わりにGNUコンパイラコレクション（あるいは他のコンパイラ）を使って実行コードを生成する。
Ada、Bash、C言語、C++、Fortran、Java、Pascal、Perl、PHP、Python、Ruby、SQL といった多数のプログラミング言語をサポートしている。

## 歴史
KDevelop 3.0では、KDevelop 2が完全に書き換えられた。2004年2月に、KDE 3.2と共にリリースされた。

## 機能
KDevelopでは、KPart技術を通して組み込みのテキストエディタコンポーネントを利用する。デフォルトのエディタはKateであるが、Qt Designerベースのエディタに置換する設定も可能である。以下のリストでは、主にKDevelop自身の機能を列挙している。エディタ固有の機能については、それらエディタの記事を参照されたい。
- ソースコードエディタとして、キーワードのハイライト表示と自動字下げが可能 (Kate)
- 各種プロジェクト管理に対応。Automake、Qtベースの qmake、Javaベースのプロジェクト向けの Apache Ant などである。
- クラスブラウザ装備
- GUIデザイナー装備
- GNUコンパイラコレクションのためのフロントエンド
- GNUデバッガのためのフロントエンド
- クラス定義やアプリケーションフレームワークの生成・更新のためのウィザード
- 自動入力補完 (C言語/C++)
- Doxygenをデフォルトでサポート
- バージョン管理システムサポート。CVS、Subversion、Perforce、ClearCase など。

KDevelop 3 は完全なプラグインベースのアーキテクチャである。開発者が何らかの変更を加えたとき、彼がしなければならないのは、そのプラグインのコンパイルだけである。ロードすべきプラグイン群を指定するプロファイルを複数保持することができる。KDevelop自身にはテキストエディタは含まれていないが、それにもプラグインが利用できる。KDevelop はプログラミング言語やシステムから独立していて、KDE、GNOME、Qt、GTK、wxWidgetsなどをサポートしている。
KDevelopは各種プログラミング言語をサポートしており、C言語、C++、Perl、Python、PHP、Java、Fortran、Ruby、Ada、Pascal、SQLなどの言語や Bashのスクリプト作成に対応している。ビルドシステムとしては、GNU (automake)、cmake、qmake、その他をサポートしている。
入力補完はC言語やC++で可能である。シンボルはBerkeley DBファイルに保持され、再構文解析せずに高速に検索される。KDevelop は他のプログラミング言語向けの新たな構文解析器を作成するフレームワークも提供している。
統合されたデバッガによって、グラフィカルにブレークポイントを設定したり、バックトレースを見たりといったデバッグが可能である。コマンドラインのgdbとは異なり、プラグインとして動的にロードして利用することができる。
Quick Openにより、ファイル間の迅速な誘導が行われる。
現在、50から100のプラグインが存在している。主なものとして、永続的なプロジェクト全体用コードブックマーク、テキスト入力を高速化するCode abbreviations、スタイルガイドに従ってコードを整形するSource formatter、正規表現による検索、プロジェクト全体に対する検索/置換機能（リファクタリングで有効）などがある。